# Колосов Петро Іванович
Петро Іванович Колосов (1906, селище Нижньо-Сергинський завод Нижньо-Сергинської волості Красноуфимського повіту Пермської губернії, тепер місто Нижні Серги Свердловської області, Російська Федерація — 11 березня 1966, місто Курган, тепер Російська Федерація) — киргизький радянський діяч, 1-й секретар Ошського та Фрунзенського обласних комітетів КП(б) Киргизії. Депутат Верховної ради Киргизької РСР 1-го скликання.

## Життєпис
Народився в родині робітника. Трудову діяльність розпочав із одинадцятирічного віку.
Член РКП(б) з 1924 року.
У 1927 році закінчив робітничий факультет.
У 1927—1928 роках — секретар комсомольської організації Єгор'євського індустріального технікуму Московської губернії.
З 1928 до 1930 року служив у Червоній армії.
Пізніше працював на відповідальних посадах у комсомольських та партійних організаціях. У березні 1938 року ЦК ВКП(б) направлений на партійну роботу в Киргизьку РСР.
У листопаді 1939 — березні 1940 року — голова Організаційного бюро ЦК КП(б) Киргизії по Ошській області.
У 1940—1943 роках — 1-й секретар Ошського обласного комітету КП(б) Киргизії.
У 1943—1945 роках — 1-й секретар Фрунзенського обласного комітету КП(б) Киргизії.
22 травня 1946 — квітень 1947 року — начальник Кенігсбергського (Калінінградського) міського управління з цивільних справ.
У квітні — 21 липня 1947 року — 2-й секретар Калінінградського міського комітету ВКП(б) Калінінградської області.
З 1947 до 1953 року працював представником Ради у справах колгоспів при Уряді СРСР, спочатку по Мордовській АРСР, потім по Курганській області РРФСР.
У 1953—1960 роках — заступник начальника Курганського обласного управління сільського господарства з кадрів.
З 1960 року за станом здоров'я перебував на пенсії, персональний пенсіонер союзного значення. Одночасно працював начальником відділу кадрів Курганського обласного об'єднання «Сільгосптехніка».
Помер 11 березня 1966 року після важкої хвороби в місті Кургані.

## Нагороди
- орден Трудового Червоного Прапора (31.01.1941)
- орден «Знак Пошани»
- медаль «За освоєння цілинних земель»
- дві медалі